# 必殺仕事人2020
『必殺仕事人2020』（ひっさつしごとにん にせんにじゅう）は、2020年6月28日（日曜日）の21:00 - 23:04（JST）に、朝日放送テレビ・テレビ朝日・松竹共同製作により、テレビ朝日系列で放送されたテレビ時代劇。令和最初の必殺シリーズ作品でもある。

## 概要
2020年は「必殺シリーズ」の顔だった中村主水役の藤田まこと（2010年逝去）の没後10年に当たる。
脚本については振り込め詐欺（オレオレ詐欺）や半グレ集団、引きこもり（ニート）などといった、放映当時の世相を反映した素養が盛り込まれている。
また、前作まで瓦屋の陣八郎役で登場していた遠藤憲一は今作には出演しておらず、劇中でも陣八郎が不在の理由は特に説明されていない。
本作を収録したDVD版が同年10月2日に発売された。

## あらすじ
江戸の町で、子を装って親を欺いて金を奪う「親だまし」の詐欺が頻発する。同心の渡辺小五郎が勤める本町奉行所には、名裁きで名高い湯川伊周が町奉行としてやってきた。新しい与力として田上誠蔵も就任し、詐欺の取り締まりに本腰を入れる。
そんななか、小五郎はひょんなことから助けてやった幼い娘・つゆになつかれてしまう。親戚に預けられて厄介者扱いされているという境遇を知ったふくとてんは、つゆを家に置こうと言い出す。
一方、経師屋の涼次は、博打で儲けた金で祝い酒を飲もうと訪れた水茶屋で、たけという気立ての良い女と出会う。水茶屋の仕事でお金を貯め、今は別れて暮らす娘と居酒屋を開くのが夢だという。
リュウはといえば、庭師として働く毎日を送り、たまたま新与力・田上の家にも出入りしていた。家に引きこもっていた息子・田上新之丞と親しくなったリュウは、一緒に外の空気を吸いに出かけることに。街中で出会ったのが「新生塾」を主宰する熱き教育者・溝端九右衛門だった。悩める若者たちに生きる道を説く彼の熱弁にすっかり心酔した新之丞は入塾を決意するが、父の誠蔵には反対されてしまう。
詐欺撲滅のためやくざ者の取り締まりを強化する奉行所は、奉行の湯川の指揮の下、賭場の手入れをおこなう。首謀者とにらんだやくざ者は自害した姿で見つかるが、小五郎はやくざ者が自ら命を絶つという結末に疑念を抱く。
取り締まり後も「親だまし」の詐欺は一向に減る気配がない。涼次が賭場で得た情報によれば、最近はやくざ者とはちがう「グレ者」と呼ばれる悪党が幅を利かせているらしい。仁義も関係なく、金のためなら手段を選ばないのが連中の恐ろしさだという。
ようやく一緒に暮らそうと決めたたけとつゆの母娘にも詐欺の魔の手が迫ろうとしていた。

## キャスト

### 仕事人
渡辺小五郎（わたなべ しょうごろう）
演 ‐ 東山紀之
仕事人の一人。表の顔は、本町奉行所に勤める同心である。奉行所では面倒な仕事を避ける怠け者で通っているが、ひとたび“仕事”となれば鮮やかな太刀さばきで悪人たちを一刀両断にする冷徹さを発揮する。
経師屋の涼次（きょうじやのりょうじ）
演 ‐ 松岡昌宏
仕事人の一人。表の顔は、襖や屏風を修繕する経師屋である。筆に錐を仕込んだ仕事道具で、相手を突き刺して息の根を止める。食道楽で、博打と女が大好きな豪快な性格。口は悪いが、困った人間をほっておけない情にもろい一面がある。
リュウ
演 ‐ 知念侑李
『必殺仕事人2014』からメンバーに加わった仕事人の一人。父のかたき討ちのために江戸にやってきて、「仕事」の世界に足を踏み入れることになった。田舎で坊主の修行をしていたせいか、裏稼業には似つかわしくない素朴な性格の持ち主。
本作では表の顔としては庭師に転職しており、殺し道具も剪定鋏に変わっている。
花御殿のお菊（はなごてんのおきく）
演 - 和久井映見
常磐津の師匠。裏稼業は、仕事の情報屋。恨みを抱えて三番筋を訪れる依頼人から仕事を請け負う。また、個性の強い仕事人の面々をまとめるプロデューサーとしての役割も果たす。

### その他
増村倫太郎（ますむら りんたろう）
演 - 生瀬勝久
本町奉行所に勤める与力。小五郎ら見廻り同心たちの上司にあたる。長いものには巻かれる、いわゆる管理職人間。新しい与力として田上誠蔵が就任し、自分の地位が脅かされるのではないかと気が気でなく、張り合うように「私は町方一同との絆が深い」と誇示するが、日頃の言動が祟って、小五郎や住之江をはじめ同心全員から賛同を得られる事はなかった。
後に竜真組の賭場を手入れする事になり、田上への対抗心から珍しく気合を入れていたが、準備に手間取っている内に出遅れてしまい、結局手入れには参加できなかった。
住之江彦左衛門（すみのえ ひこざえもん）
演 ‐ 松尾諭
本町奉行所定町廻り同心。小五郎の相棒。今作では子供が生まれていることが語られている。今作でも相変わらず小五郎の昼行灯に振り回されがちであるが、冒頭では飲み屋で泥酔しながらお働き方改革という政策のせいで稼ぎが減っていることを小五郎に愚痴り、振り回した。竜真組の賭場の手入れの際には出陣しそびれてしまった増村に代わって、田上の補佐を務める。
綾小路てん
演 - キムラ緑子
前作『必殺仕事人2019』から登場したふくの叔母で、こうの妹。渡辺家につゆがやってきた時には、小五郎の隠し子と勘違いして小五郎を詰問しようとしたが、誤解が解けた後は彼女の面倒を見ようと提案したふくに賛同して、つゆを保護する。
渡辺ふく
演 - 中越典子
小五郎の妻で、故・こうの娘。本作ではてんと共に夫が助けたつゆを保護するようになる。

### ゲスト
湯川伊周（ゆかわ これちか）
演 ‐ 市村正親
今作冒頭で新たに就任した本町奉行。江戸の町で頻発する「親だまし」と呼ばれる詐欺の撲滅をめざし、本町奉行所を上げてやくざ者の取り締まりを行う。
本町奉行所に赴く以前から数々の名裁きで知られる名判官として有名であり、私語をしていた事を田上から咎められた住之江や、賭場の手入れに出遅れてしまう大失態を犯した増村をそれぞれ許すなど広い器量を持った好人物である。
だが、その裏の顔は溝端率いる江戸のグレ者たちを使い親だましなどの数々の悪行を裏から糸で操っていた一連の事件の真の黒幕で、やくざ者の手入れも親だましの罪を彼らになすりつけると同時に、グレ者達にとっては邪魔である彼らを排除する為のマッチポンプであった。
奉行として幾人の人間を裁く中で、白洲の上で自分が助かりたいが為に嘘をついたり、裏切ろうとする人間の醜態を目の当たりにしていく内に「人の本質は悪」「如何に善人面しようと欲の前では絵空事」と考えるようになり、親だましの被害者達が見せた子の為に命や金を惜しまない姿勢を「面妖で気味の悪い」と断じ、幾多の親心を利用して騙し取った金で趣味である高価な舶来骨董の茶碗や香炉などを収集し、長年仕えた部下さえも半ば愉悦感覚で陥れようとする等、その本性は小五郎から「グレ者は義理人情に欠けるというが、親玉（のアンタ）がこれじゃあ仕方ない」と軽蔑されるとおり、「金の為なら手段を選ばない」グレ者の俗悪ぶりを極めたような卑劣漢である。
側近の田上の息子 新之丞が新生塾に入り、その本性を知って奉行所に訴えでようとすると、口封じと自らの嫌う「親子の絆」を引き裂くことを兼ねて、親だましの罪の全てを新之丞になすりつけて田上父子を陥れ、何も知らずに新之丞を殺し、自らも切腹しようとした田上に自分の本性と新之丞の無実を打ち明けて、父子の死を嘲笑った。
仕事人の存在を噂で聞いており、クライマックスで田上父子の名で呼び出した小五郎がその仕事人と知ると、「金を貰って人を斬るお主ら（仕事人）もグレ者と変わらないではないか」と嘯くが「裏稼業には掟がある。だからこそテメェらみてぇな善人面はしねぇ！」と小五郎から一蹴されながら斬殺された。
始末された後、小五郎から亡骸に田上の白装束を被せられながら「テメェの悪行、閻魔様に裁いてもらいな」と吐き捨てられていった。
田上誠蔵（たのうえ せいぞう）
演 - 杉本哲太
湯川と共に本町奉行所にやってきた与力。
実直かつ厳格な性格で、湯川の右腕として長年支えてきた優秀な人物だが、私生活では家に引きこもる息子の新之丞への接し方について悩んでいた。その為か、つゆを一時的に預かっていた小五郎と意気投合する。
新之丞には表向きには厳しく当たるが、一方では不器用ながらも親として気にかけており、彼が新生塾に入門する事になった際には、塾自体を訝しげ、始めは反対しながらも、塾生としてひたむきに努力する息子の姿を見て、金を渡して送り出した。
ところが、新生塾の正体が自分達が取り締まっていた親だましの実働グループであり、さらには新之丞がその主犯であると湯川に騙され、同じく塾の正体に気づき、全てを打ち明けに家に戻ってきた新之丞の訴えに耳を貸さずに「せめてもの親の情け」として殺害してしまう。
その後、家を訪れた湯川の前で責任をとって切腹しようとするが、介錯人を請け負っていた湯川から嘲笑いながら本性を明かされ、息子の無実を知ると、駆けつけたしずえや自らが殺してしまった新之丞に侘びながら、湯川への仇討ちをしずえに託しながら息絶えた。
田上新之丞（たのうえ しんのじょう）
演 - 杉野遥亮
誠蔵としずえの息子。かつては仕官していた事もあったが、人付き合いが苦手な上に、武士としての生き方を強要してくる父親と折り合いが悪く、現在は自室に引きこもって生活している。
仕事で田上家を訪れたリュウと出会い、意気投合したのをきっかけに少しずつ外に出るようになり、さらにその途中で溝端の講義を耳にしたのをきっかけに新生塾に出入りするようになる。
その純粋でひたむきな性格や文才を溝端に認められ、自らも溝端に心酔するようになり、両親の許しを得て正式に新生塾に入門するが、やがて「特別な授業」と称して、金の受け手や子を騙った偽文を書かされるなど親だましの実働要員として利用されるようになり、リュウの忠言をきっかけに違和感を覚え、溝端達の会話を盗み聞きした事で新生塾の本性を知ることになる。
利用されただけとはいえ、悪事に加担してしまった自身も罪に問われるのを覚悟の上で、急いでこれを誠蔵に訴えようと帰宅する。しかし、誠蔵は上司である湯川の話術に騙されており、親だましの黒幕として汚名を着せられた上で、刺殺されてしまう。
田上しずえ
演 - 中島ひろ子
誠蔵の妻で、新之丞の母。本作の依頼人の一人。家に引きこもる新之丞を案じており、彼がリュウと出会った事で外に出るようになった事で喜ぶも、彼が新生塾に入門し、家を出る事になった際には心に寂しさを覚え、その頃に母を失って天涯孤独となっていたつゆと会遇し、その想いを打ち明けている。
終盤で夫から死に際に託された湯川への恨みを小五郎達に依頼する事になったが、夫と息子を失った上に汚名を着せられる形で田上家が断絶となってしまい、エピローグでは恨みを晴らしても夫と息子を失った悲しみは暮れたままであった。
その後、慰めてくれたつゆの親代わりとなり、江戸を去っていった事がふくとてんの会話から語られている。
たけ
演 - 森川葵
つゆの母。水茶屋で健気に働く気立ての良い女性。貯めた金で娘と一緒に居酒屋を開くのを夢に見ており、その夢を客である涼次に嬉々と語る素直な性格だか、そんな正直な性格をグレ者の五十嵐に目をつけられる事になる。
五十嵐から「知り合いが安価で売り出そうとしている空き物件の居酒屋」を紹介され、早速誓約書に署名して貯めた金を託すも、後につゆを迎えに行ってからその店を訪れると、その物件は空き物件でも五十嵐の知り合いでもなく、慌てて五十嵐に抗議するも、自身が字が読めない事をいい事に誓約書には都合の良い内容が書かれ、金は返せないとあしらわれてしまう。
それでも金を返さなければ、知り合いの役人（小五郎）を通して奉行所に訴え出ると言ったために、非情にも自身を探しに来たつゆの目の前で五十嵐に致命傷を負わされ、駆けつけたつゆに居酒屋を開く夢が叶えられなくなった無念と、娘を一人にさせてしまう事を詫びながら息絶えた。
つゆ
演 - 古川凛（子役）
たけの娘。本作の依頼人の一人。水茶屋で働く母と離れた後に親戚に預けられていたが、厄介者扱いにされてこき使われていた。その後は親戚の所から飛び出し、江戸で盗みを働いていたのを小五郎に助けられ、渡辺家に保護されるようになる。不遇を感じさせない明朗さと、母から貰ったお小遣いを大切に溜め込む倹約な性格の持ち主。
後に念願の居酒屋を持てる事となった母に迎えに来てもらうが、それはグレ者一味の罠で五十嵐達から金を取り戻しに向かったたけを心配して探しに向かった目の前で母が殺され、天涯孤独になってしまう。
同じくその場に居合わせた涼次から仕事人について教えてもらい、貯めていたお小遣いで小五郎達に母の仇である五十嵐達の始末を依頼した。しかし、恨みを晴らしても母を失った影響で持ち前の明るさを失い、その悲しみは拭える事はないまま塞ぎ込んでしまう。
それでも渡辺家の面々には寂しさを見せないように努力していたが、そんな中で家族が離れていく事に寂しさを覚えていたしずえと出会い、胸の内に抱えていた悲しみを打ち明けている。
終盤でしずえも夫と息子を失ったと同時に田上家が断絶となり、エピローグで悲しみに暮れる彼女を慰めた。その後、しずえに引き取られることになり、親戚の所には戻らないままで江戸を去っていった。
五十嵐鉄三郎（いがらし てつさぶろう）
演 - 大東駿介
たけの働く水茶屋で上客として出入りする派手な出で立ちをした若い浪人。江戸で横行する親だましの実行犯であるグレ者一味の頭領で、奉行所の手入れによる混乱の最中やくざ親分の銀兵衛を殺害する。その後、金を貯めているたけに目を付け、彼女が字が読めない事をいい事に、自分達に都合の良い誓約書に署名させた上で彼女の金を騙し取った。
その後、騙し取った金を返さなければ奉行所に訴え出ると言い出したたけを、探しに来たつゆの目の前で刺し、「死んじまったら、金はもういらねぇよな」と嘲笑いながら、そのまま小舟で川に流し捨てようとまでしたが、幸いにも近くにいた涼次が駆けつけて阻止された。
この暴挙に彼女の身の上や夢を聞いていた涼次から、母娘の夢や絆を踏みにじった怒りを買って始末された。
溝端九右衛門（みぞばた きゅうえもん）
演 - 駿河太郎
武士の身分を捨て、江戸で悩める若者を相手に無償で新しい生き方を説く「新生塾」を主宰する熱き教育者。相手が誰であろうとも分け隔てなく接する温厚な人柄で、生徒達からは熱烈な信頼を得ている。
だが、正体は五十嵐一味も含めた江戸に蔓延るグレ者の元締めで、新生塾も親だましの実行犯になりうる人材を選別するための場所であった。また、親だましをはじめとする自分達グレ者の悪行を「義理や人情の多い世の中に、油断していると騙される事を警鐘する為」と悪びれる事なく正当化している。
表裏問わず常に冷静沈着な物腰を崩さず、自身の本性に気づいた新之丞から奉行所に訴え出る事を告げられても無闇にその場で始末しようとせずに、黒幕である湯川を通じて親子の始末を委ねた。
新之丞と共に教導していたリュウに押し入られた際には、金を提示して必死に命乞いをするがリュウから「溝端先生にしてはありきたりな台詞ですね」と皮肉交じりに一蹴されながら、藤野と共に始末された。彼らの死後、新生塾もその悪行が露見したのか閉鎖された。
藤野修造（ふじの しゅうぞう）
演 - 東山龍平
「新生塾」助手だが、裏の顔は溝端の用心棒。終盤で新生塾に押し入ったリュウから溝端を守ろうと抜刀して襲いかかるが、一瞬の隙きを突かれる形で喉を片鋏で掻っ切られて始末された。
望月官右衛門（もちづき かんえもん）
演 - 賀集利樹
溝端の仲間のグレ者。五十嵐一味が壊滅した後、親だましの実行犯の役を引き継ぐこととなる。縁日の喧騒の中で偶然を装う形で涼次に肩を外され、お詫びに鍼治療で治してやると唆されて人気のない裏路地に誘導されると、そのまま治療するふりをしながら錐を刺され、痛みに悶えながら始末されていった。
三崎ノ甚兵衛（みさきの じんべえ）
演 - 山根和馬
溝端の仲間のグレ者。五十嵐一味が壊滅した後、親だましの実行犯の役を引き継ぐこととなる。溝端達の会話を盗み聞きしていた新之丞を捕らえる。涼次に鍼治療をしてもらう事になった官右衛門と共に裏路地に誘導され、涼次に錐を刺されて悲鳴を上げる官右衛門を見て、初めは鍼治療の痛みに悶えているものと勘違いして「早く楽にしてやれよ」と呑気に促していたが、官右衛門がそのまま息の根を止められたのを見て、ようやくそれが治療ではなく殺しであると気がつくが時遅く、涼次から「見物代」と称して自らの命も取られる形で始末される事になった。
村松吉松 （むらまつ よしまつ）
演 - 蕨野友也
五十嵐の仲間のグレ者。親子の情を「いい飯の種」と嘲るなど軽薄で粗暴な男。リュウに始末された。
川辺源蔵 （かわべ げんぞう）
演 - 川原一馬
五十嵐の仲間のグレ者。五十嵐一味の中では元締め（溝端）への上納金を収める役目を担当していたが、金を運んでいた最中に小五郎に捕まり、始末された。この事から小五郎は一連の親だましの裏で暗躍する別の黒幕がいる事を察する。
登坂佐兵衛（のぼりざか さへえ）
演 - 登坂淳一
冒頭の仕事の的。五十嵐の仲間のグレ者で、新八から親だましで金を騙し取り、自殺した新八の無念を晴らそうとする新八の息子からの頼みで、始末に出向いた小五郎を単なる奉行所の者と勘違いし、賄賂を渡そうと不用意に近づいて始末された。
新八（しんぱち）
演 - 村松利史
「親騙し」被害者の振売商人。「大至急金が必要になった。10両早く入金願います」という「息子からの危機の手紙」に慌てふためき、奔走して金をかき集め佐兵衛に渡してしまう。しかし、息子がひょっこり戻ったことで騙されたと悟り、川で入水自殺する。
くま八
演 - 林家たま平
新八の放蕩息子。父親の亡骸を見て泣き崩れ、仕事を依頼する。
銀兵衛（ぎんべえ）
演 - 矢島健一
竜真組親分。涼次からは「まむしの親分」と呼ばれている。奉行所の取締が厳しくなった事で自分達ヤクザ者の活動が制限されたり、それをいい事に幅を利かせつつあるグレ者に苛立ちを隠せずにいたが、ある夜、自らの取り仕切る賭場が本町奉行所の手入れに入られ、混乱の中、逃げようとしたところを五十嵐に、自害を装って殺害されてしまう。
親だまし被害者
演 - 山村嵯都子

## 殺し技
渡辺小五郎
大刀で悪人を刺す、斬る。今作では序盤の登坂と中盤の川辺を相手にした仕事の際には、かつての中村主水（2007以降）のように脇差を使った不意打ちを用い、クライマックスでの湯川との対戦時のみ大刀を用いた剣戟を繰り広げた。BGMは序盤の佐兵衛と中盤の源蔵を始末する際は「荒野の果て」、終盤での伊周を始末する際には「仕事人から一言～中村主水のテーマ～」に乗せて仕事を遂行する。
経師屋の涼次
悪人の背後に回り、仕込み筆から抜き出した長い錐を相手の肩口から深く突き刺して、心臓まで到達させ、血を体内に噴出させる。今作では中盤の五十嵐一味を相手にした仕事の際には、小五郎ではなく彼が本命の的である鉄三郎を始末した。中盤の鉄三郎を始末する際は劇場用映画『必殺! ブラウン館の怪物たち』で、作曲されたまま未使用で終わってしまった「旅愁 -インストルメント ブラウン館の怪物たちver.-」、終盤での官右衛門と甚兵衛を始末する際はには「闇夜に仕掛ける」のBGMに乗せて仕事を遂行する。
リュウ
前作までは懐剣（または脇差）を用いていたが、今作からは分割した剪定鋏で悪人の急所を突き刺したり、喉を切り裂く。また、終盤の溝端を始末する際には引き戸に投げつけて逃亡を阻止するなど、暗器のように扱う戦法も披露した。中盤の吉松を始末する際は「出陣のテーマ」、終盤での修造と九右衛門を始末する際には「決意」のBGMに乗せて仕事を遂行する。